# Текстилна индустрија (часопис)
Текстилна индустрија је гласило Савеза инжењера и техничара текстилаца Србије. Први број изашао је 1953. године. Часопис се штампа у Београду, где је и данас седиште редакције.  

## Историјат
Часопис Текстилна индустрија излази у Београду од 1953. године. Часопис је прво излазио као билтен од јула до децембра 1953. године. Издавач тог билтена било је Друштво хемичара и технолога НР Србије. Од јануара 1954. године, број 1, постаје Текстилни гласник. Од броја 2/3, фебруар/март 1954. године часопис је променио назив у Текстилну индуструју, и тај назив остаје до данас. Часопис је илустрован фотографијама, цртежима. Наслов часописа, као и чланци у оквиру часописа су на ћирилици и латиници. Поједини бројеви штампани су српском и енглеском језику.
Часопис Текстилна индустрија је стручни и научни часопис текстилне и одевне индустрије. Часопис "Текстилна индустрија" је посвећен актуелним проблемима текстилне технологије (о влакнима, текстилу), технологије одеће, дизајна текстила, савременог одевања, области екологије и одрживог развоја, менаџмента и маркетинга као и општим проблемима текстилне индустрије широм света.

### Поднаслов
- од бр. 4 (1954) Стручни часопис Друштва инжењера и техничара текстилаца НРС;
- од бр. 7 (1973) Стручни и научни часопис, корични Југословенски стручни часопис текстилне и одевне индустрије. На српском и енглеском језику:
- од бр. 4/6 (2010) Научни и стручни часопис текстилне и одевне индустрије = Scientific and professional journal of the union of textile engineers and technicians of Serbia;
- од 2011. Стручни и научни часопис текстилне и одевне индустрије = Professional and Scientific Journal;
- од бр. 2 (2017) Научни и стручни часопис текстилне индустрије = Scientific and professional journal of the Union of textile engineers and technicians of Serbia;
- од бр. 1 (2020) корични поднаслов Научни и стручни часопис текстилне и одевне индустрије = Scientific and professional journal of the Union of textile engineers and technicians of Serbia

#### Наслов
- год. I, бр. 1-5/6, јул/децембар (1953) Билтен
- год. II, бр. 1, јануар (1954) Текстилни гласник
- год. II, бр. 2/3, март/април (1954) Текстилни индустрија

### Главни и одговорни уредници
- од бр. 3 (1959) Чучић Сулејман;
- од бр. 1 (1960) Бранко Илић;
- од бр. 10/12 (2009) Гордана Чоловић;
- од бр. 1 (2017) Снежана Урошевић

### Издавач
- од бр. 1 (1953) Друштво хемичара и технолога Н.Р. Србије, Београд;
- од бр. 1 (1954) Друштво инжењера и техничара текстилаца НР Србије, Београд;
- од бр. 7 (1972) Савез инжењера и техничара текстилаца СР Србије, Београд;
- од бр. 1/3 (1992) Савез инжењера и техничара текстилаца Србије, Београд

### Штампарије
- од бр. 2/3 (1954) Ударник, Сента;
- од бр. 10 (1954) Омладина, Београд;
- од бр. 3 (1955) Београдски издавачко-графички завод, Београд;
- од бр. 4 (2011) Хектор Принт, Београд;
- од бр. 1 (2012) Дата копи, Београд;
- од бр. 1 (2017) М студио, Стара Пазова

### Формат
Часопис је штампан: 
- од бр.1. (1953) 38 см
- од бр. 1 (1954) 27 cm

## Галерија
- Текстилни гласник, год. II, број 1, јануар 1954.
- Текстилна индустрија, год. II, број 10, октобар 1954.
- Реклама из часописа Текстилна индустрија, год. II, број 10, октобар 1954.
- Реклама из часописа Текстилна индустрија, год. II, број 10, октобар 1954.